# Melombo
Melombo est un village du Cameroun situé dans la région du Sud et le département de l'Océan. Il fait partie de la commune de Bipindi et se trouve à 10 km de Mvengué, sur la route qui lie Mvengué à Ebayaga.

## Population
En 1966, la population était de 166 habitants. Le village disposait avant 1966 d'une école publique à cycle complet. Lors du recensement de 2005, le village comptait 597 habitants dont 278 hommes et 319 femmes, principalement de Ewondos.